# Serifos
Serifos, Serifo o Serifa (en griego Σέριφος, Sérifos; en latín Seriphos o Seriphus) es una pequeña isla griega del mar Egeo, localizada en las Cícladas occidentales, al sur de la isla de Citnos y al noroeste de la de Sifnos. Tiene una superficie de unos 70 km² y está a unos 170 km del Pireo. La isla se encuentra poblada desde la Antigüedad, donde se hallaba una ciudad de su mismo nombre. En la actualidad la capital tiene también el mismo nombre de Serifos.

## Mitología
Cuando Acrisio fue advertido por un oráculo de que su nieto le mataría, echó a su hija (Dánae) y a su nieto Perseo a la deriva al mar en un cofre de madera. Fue en la isla de Sérifos donde encontraron refugio. Según Pausanias, Perseo era especialmente venerado en Sérifos.

## Historia
La isla fue colonizada por los jonios de Atenas y fue de las pocas islas que rechazó someterse a Jerjes I en el 480 a. C.
Perteneció a la liga de Delos puesto que aparece en listas de tributos a Atenas entre los años 451/0 y 416/5 a. C.
Fue una isla muy poco importante y los romanos la utilizaron como lugar de destierro.
La ciudad moderna está en la costa este, próxima a la antigua y llegó a tener más de 2.000 habitantes. De la ciudad antigua quedan algunos restos.

### Los mineros, huelga de 1916
En 1916 los mineros hicieron huelga y el estado griego a petición del propietario (la familia alemana Groman) envió a la guardia nacional. Los soldados dispararon a los mineros y mataron a cuatro, pero el resto y sus mujeres les atacaron y mataron a todos y proclamaron la República soviética. Unas semanas después fuerzas militares griegas recuperaron el control, pero los mineros obtuvieron mejores condiciones laborales y la jornada de 8 horas.

## Comunidades locales

Vista panorámica de Serifos, Leivadhion y Chora

- Galani
- Kallitsos
- Koutalas
- Livadi Serifou
- Mega Chorio
- Mega Livadi
- Panagia
- Serifos